# Брентвуд (район)
Брентвуд (англ. Brentwood) — неметрополитенский район (англ. non-metropolitan district) со статусом боро в графстве Эссекс (Англия). Административный центр — город Брентвуд.

## История
Нынешний район был образован в 1974 году из бывших городского округа Брентвуд, части сельского округа Эппинг и Онгар и части сельского округа Челмсфорд. 27 апреля 1993 года по королевской хартии район получил статус боро.

## География
Район расположен в юго-западной части графства Эссекс, граничит с Большим Лондоном.

## Состав
В состав района входит 1 город:
- Брентвуд

и 9 общин (англ. civil parish).